# Cola megalophylla
Cola megalophylla är en malvaväxtart som beskrevs av John Patrick Micklethwait Brenan och Keay. Cola megalophylla ingår i släktet Cola och familjen malvaväxter. Inga underarter finns listade i Catalogue of Life.